# Darío Samper
Darío Samper Bernal (Guateque, 18 de diciembre de 1909-Bogotá, 18 de marzo de 1984) fue un político, escritor, académico, poeta e investigador histórico colombiano, miembro del Partido Liberal Colombiano. 
Perteneció a varios movimientos culturales con reivindicaciones culturales e históricas. Como político, fue congresista de Boyacá durante el período donde regresaron los conservadores al poder. En su edad madura fue rector de la Universidad Central y luego de la Universidad Libre, donde promovió el librepensamiento laico.

## Biografía
Darío Samper, fue un poeta, periodista, escritor, profesor universitario, Su primer libro de poesía, Cuaderno del trópico, se publicó en 1936. 
Antes de pertenecer a Piedra y Cielo, fue parte del grupo poco conocido de poetas Los Bachués, que tenía una inclinación más costumbrista, indigenista y terrígena. Este grupo fue poco reconocido y Samper pasó a ser más conocido por ser un miembro del movimiento cultural colombiano Piedra y Cielo (título tornado de un libro del poeta español Juan Ramón Jiménez) con su poemario Habitante de su imagen.
Además de escritor, fue abogado de la cohorte de 1940 de la Sede Principal de la Universidad Libre (Colombia), profesor de Ciencia Política y de Historia de las ideas políticas de la misma Universidad Libre y director de revistas y periódicos, como Unión Liberal y Diario Nacional, respectivamente. Murió el 18 de marzo de 1984.

### Vida académica
Durante 1972 y 1973 fue Rector de su alma mater, la Universidad Libre (Colombia). De febrero de 1978 a febrero de 1979, ocupó la Rectoría de la Universidad Central (Colombia), de la cual es uno de sus cofundadores.

### Periodista
Desde junio de 1955 hasta marzo de 1957 se desempeñó como director del Semanario Sábado, sucediendo en el cargo a Abelardo Forero Benavides quien se retiró para asumir la embajada de Colombia en Argentina. Darío Samper fue el último director del semanario.

## Obras
La obra de Darío Samper abarca desde la poesía hasta los escritos técnicos pasando por la literatura científica. Su obra poética comprende:
- Cuaderno del trópico, 1936.
- Habitante de su imagen, 1940.[6]
- Gallo fino; Poemas de tierra caliente, 1942.[7]
- Poemas de Venezuela, 1973.

Literatura política:
- José Hilario López, 1936.[8]

Sus publicaciones científicas:
- Aspectos del subdesarrollo, 1964.[9]
- Sociología (historia y su teoría), 1974.
- Sociología americana, 1988.[10]

Sus escritos técnicos:
- Los transportes en Colombia, 1965.[11]